# Diaphorus suavis
Diaphorus suavis är en tvåvingeart som först beskrevs av Friedrich Hermann Loew 1857.  Diaphorus suavis ingår i släktet Diaphorus och familjen styltflugor. Inga underarter finns listade i Catalogue of Life.